# Gyula Glykais
Gyula Glykais   (Pomáz, 9 d'abril de 1893 - Szekszárd, 12 de juny de 1948) fou un tirador d'esgrima hongarès que va competir durant la dècada de 1920 i 1930.
Especialista en el sabre, el 1928 va prendre part al Jocs Olímpics d'Amsterdam, on va guanyar la medalla d'or en la prova del sabre per equips del programa d'esgrima. Quatre anys més tard, als Jocs de Los Angeles, revalidà la medalla d'or en la prova de sabre per equips.
En el seu palmarès també destaquen tres medalles d'or i una de bronze al campionat del món d'esgrima.